# Sambach (Castellbach)
Der Sambach ist ein etwa 13 km langer Bach, der zunächst in etwa nordwestlicher Richtung fließt. Nach einer Linkswende auf Höhe der Erlachsmühle setzt er seinen Lauf in südwestlicher Richtung fort. Der Bach verläuft auf ganzer Länge im unterfränkischen Landkreis Kitzingen und fließt schließlich mit dem von links kommenden Gründleinsbach nordwestlich von Atzhausen zum Castellbach zusammen.

## Geographie

### Verlauf
Der Sambach entspringt etwa 1,6 km südwestlich des Ortes Gräfennäuses, einem Ortsteil von Geiselwind im Landkreis Kitzingen, zwischen den im Obersambacher Wald gelegenen Fuchsberg (451 m ü. NHN) und Schönberg (464 m ü. NHN) auf einer Höhe von etwa 407 m ü. NHN. Anfangs fließt der Bach die ersten etwa 600 Meter in nördlicher Richtung und unterquert dann die A3. Danach ändert der Sambach seine Richtung und zieht nach Nordwesten. Nach knapp drei Flusskilometern verlässt der Bach den Wald, um kurz darauf den Weiler Obersambach zu erreichen, der von einigen von ihm gespeisten Fischweihern umgeben ist.
Ein Stück weiter tritt der Bach aus dem Naturraum Steigerwald in das Steigerwaldvorland über und erreicht daraufhin den Ort Untersambach, welcher ein Ortsteil von Wiesentheid ist. Westlich des Ortes teilt sich der Sambach in mehrere kleinere Adern auf, während sich entlang des Laufs kleine Teiche erstrecken. Unverändert in nordwestlicher Richtung fließend, erreicht der Bach anschließend die Untersambacher Mühle. Hier durchläuft er einen kurzen Waldabschnitt namens Mühltanne. Von Osten her gesellt sich ein kleiner Graben hinzu, der vor allem im Herbst und Winter Wasser führt und seinen Ursprung am Fuße des Lerchenbergs hat. Ein weiterer Flusskilometer führt den Sambach nach Wiesentheid, wo er zuerst den Sportplatz passiert, dann das Ortszentrum durchläuft und schließlich den Schlosspark erreicht, der Teil des Schlosses ist.
Anschließend passiert der Sambach die Kläranlage Wiesentheid zu seiner Linken. Kurz danach teilt sich der Bach in zwei Hauptadern auf, die weiterhin in westlicher Richtung fließen. Ein Stück weiter erreicht das Gewässer die Erlachsmühle, südlich des Michelheideswaldes und westlich von Wiesentheid gelegen. Westlich der Mühle wird der Sambach durch einen kleinen Bach verstärkt, der seinen Ursprung in der Waldabteilung Seeschlag hat, südlich von Prichsenstadt gelegen. Während der Bach sich durch die Landschaft schlängelt, verlagert er seine Flussrichtung nach Südwesten und durchquert dabei die beiden Offenlandflächen Kräuterig und unterer Bacherlach. Nach ungefähr einem weiteren Flusskilometer erreicht der Sambach die Obere Papiermühle.
Daraufhin erreicht das Gewässer ein weiteres Waldstück, in dem von Südosten kommend der Klingenbach, ein weiterer größerer Bach, in den Sambach mündet. Anschließend gelangt der Sambach, der hier im naturnahen Zustand ist, zu einer Ulme, die als Naturdenkmal ausgewiesen ist. Im Wald dreht sich die Flussrichtung leicht nach links, und der Flusslauf ist in diesem Bereich kurvig. Nachdem der Bach den Wald verlassen hat, wird er vom Schirnbach verstärkt. Nunmehr nur noch auf einer Höhe von 211 m ü. NHN und somit 220 Meter unterhalb der Quelle im Steigerwald, verläuft der Bach nördlich an der Pfundmühle vorbei, die Teil des Marktes Kleinlangheim ist. Zuletzt passiert der Sambach auch den Ort Atzhausen, bevor er nach einem etwa 13 Kilometer langen Lauf zusammen mit dem Gründleinsbach in den Castellbach mündet. Er weist ein mittleres Sohlgefälle von rund 15 ‰ auf.

### Einzugsgebiet
Das Einzugsgebiet des Sambachs erstreckt sich über eine Fläche von etwa 47 km² und liegt sowohl im Steigerwald als auch in dessen Vorland. Es entwässert über den Castellbach, die Schwarzach, den Main und schließlich den Rhein zur Nordsee. Der höchste Punkt des Einzugsgebiets ist der Schönberg mit einer Höhe von 464 m ü. NHN.
Es grenzt an die Einzugsgebiete folgender Nachbargewässer:
- Im Nordosten liegen die Einzugsgebiete des Altbachs, der in die Schwarzach mündet, nachdem er einen westlichen Lauf durchlaufen hat.
- Im Norden und Nordosten grenzt der Sambach an das Einzugsgebiet der Schwarzach, einem Zufluss des Mains.
- Im Südosten grenzt das Einzugsgebiet des Sambach an das der Ebrach.
- Im Süden liegt das Einzugsgebiet des Gründleinsbachs. Das Einzugsgebiet ist überwiegend von landwirtschaftlicher Prägung.

### Zuflüsse
Tabelle von direkten Zuflüsse. Angegeben ist die Länge des jeweiligen Zuflusses sowie sein Mündungsort und seine Mündungshöhe. Andere Quellen für die Angaben sind vermerkt. Die ersten zwei Werte wurden in der Regel abgemessen.
| Name           | Lage            | Länge [in km] | Mündungs- ort                      | Mündungs- höhe [m. ü. ŇHN] |
| -------------- | --------------- | ------------- | ---------------------------------- | -------------------------- |
| Häfnersgraben  | linker Zufluss  | ca. 01,20     | östlich von Untersambach           | 290                        |
| Lerchengraben  | rechter Zufluss | ca. 01,65     | östlich von Wiesentheid            | 263                        |
| Fasanenbach    | rechter Zufluss | ca. 07,65     | westlich von Wiesentheid           | 240                        |
| Plankeckgraben | rechter Zufluss | ca. 01,75     | westlich von Wiesentheid           | 232                        |
| Bacherlach     | rechter Zufluss | ca. 00,47     | westlich von Wiesentheid           | 231                        |
| Klingenbach    | linker Zufluss  | ca. 01,39     | südwestlich der Oberen Papiermühle | 221                        |
| Schirnbach     | linker Zufluss  | ca. 07,30     | nordöstlich von Alitzheim          | 207                        |

### Ortschaften
Ortschaften am Lauf mit ihren Zugehörigkeiten.
Markt Wiesentheid
- Obersambach (Weiler, am rechten Rand der Wiesenaue im Obersambacher Wald)
- Untersambach (Dorf)
- Untersambacher Mühle (Mühle, vorwiegend nördlich des Baches)
- Wiesentheid (Hauptort)
- Erlachsmühle (Mühle, vorwiegend nördlich des Baches)
- Obere Papiermühle (Mühle, vorwiegend nördlich des Baches)
- Untere Papiermühle (Mühle, vorwiegend südlich des Baches)
- Pfundmühle (Mühle, vorwiegend südlich des Baches)

Markt Kleinlangheim
- Atzhausen (Dorf, fast nur links)

## Naturschutz
Der Bach entspringt im Naturpark Steigerwald. Südlich des Ortes Obersambach, zwischen zwei Waldstücken des Obersambacher Waldes, liegt der Geschützte Landschaftsbestandteil „Magerrasen, Naßwiesen und Flachmoorrest im Heuscheugrund“. Dieses Schutzgebiet erstreckt sich über insgesamt 9,30 Hektar und schützt ein kleines Moorgebiet. Östlich von Wiesentheid befindet sich das Biotop „Ufergehölzsäume und angrenzende Kleingehölze am Sambach bei Wiesentheid“, dessen Hauptbiotoptyp ein Auwald ist. Auch westlich von Wiesentheid sowie in der Nähe der Erlachsmühle befinden sich kleinere Biotope vom Typ Auwald. Zwischen der Oberen und der Unteren Papiermühle liegt das Naturdenkmal „Ulme, OT Feuerbach, Wiesentheid Kitzingen“. Am Ende des Laufs begleiten den Bach einige weitere geschützte Biotope.

### Gewässerverzeichnis Bayern („GV“)
1. ↑  Länge nach: Verzeichnis der Bach- und Flussgebiete in Bayern – Flussgebiet Main, Seite 67 des Bayerischen Landesamtes für Umwelt, Stand 2016 (PDF; 3,3 MB) (Seitenzahl kann sich ändern.)
2. ↑  Einzugsgebiet nach: Verzeichnis der Bach- und Flussgebiete in Bayern – Flussgebiet Main, Seite 67 des Bayerischen Landesamtes für Umwelt, Stand 2016 (PDF; 3,3 MB) (Seitenzahl kann sich ändern.)

### BayernAtlas („BA“)
Amtliche Online-Gewässerkarte mit passendem Ausschnitt und den hier benutzten Layern: Lauf und Einzugsgebiet des Sambachs Allgemeiner Einstieg ohne Voreinstellungen und Layer: BayernAtlas der Bayerischen Staatsregierung (Hinweise)
1. 1 2  Höhe abgefragt auf dem Hintergrundlayer Amtliche Karte (Rechtsklick).
2. ↑  Länge abgemessen auf dem Hintergrundlayer Amtliche Karte.
3. ↑  Höhe abgefragt auf dem Hintergrundlayer Amtliche Karte (Rechtsklick).